# Dorf Mecklenburg
Dorf Mecklenburg è un comune del Meclemburgo-Pomerania Anteriore, in Germania.
Appartiene al circondario (Kreis) del Meclemburgo Nordoccidentale (targa NWM) ed è parte della comunità amministrativa (Amt) di Dorf Mecklenburg-Bad Kleinen.
Il comune si trova all'incirca nel punto ove nel XII secolo si trovava la capitale fortificata degli slavi obodriti, la Rocca di Meclemburgo.